# Carlos Ruiz Arenaga
Carlos Ruiz Arenaga (Baza, 20 luglio 1983) è un ex calciatore spagnolo, di ruolo difensore.

## Caratteristiche tecniche
È un difensore centrale.